# Andreas Dahlström
Andreas Dahlström, född den 22 juni 1991 i Flemingsberg, Huddinge kommun, är en svensk juniorishockeyspelare (center) som för närvarande spelar i AIK Ishockeys A-lag i Elitserien och AIK J20 I J20 SuperElit. Han värvades av AIK:s A-lag och gjorde debut där säsongen 2008/2009. Hans moderklubb är Flemingsbergs IK.